# ليو بورغز
ليو بورغز (بالبرتغالية: Léo Borges‏) هو لاعب كرة قدم برازيلي، ولد في 3 يناير 2001.